# محمد الكرمي الحويزي
محمد بن محمد طه الكرمي الخفاجي الحويزي (1340 هـ - 1423 هـ) الشهير بـ«الشیخ الکرمي» هو فقيه وعالم دين شيعي من عرب الأحواز أو الحويزة في محافظة خوزستان جنوب غرب إيران. ولد عام 1340هـ في النجف، وعندما توفي جده الشيخ نصر الله في عام 1346هـ، اضطر والده محمد طه أن يترك النجف ويسكن في ديار الحويزة. بدأ يتلقى العلوم الدينية من الحوزة العلمية في النجف وتابع مشواره العلمي في مدينة قم إلى أن استقر به المقام في الأهواز حيث أسس حوزة علمية فيها تخرج منها الكثير من الطلاب والعلماء.
له العديد من المؤلفات في الأدب والفقه والأصول والأخلاق والتاريخ. كان ينظم الشعر وله الكثير من القصائد بما فيها القصيدة التي عارض فيها إيليا أبو ماضي. توفي في ليلة الأربعاء الخامسة والعشرين من ذي العقدة عام 1423 في الأهواز عن عمر يناهز الواحد والثمانين أثر عارضة قلبية.

## نسبه
هو محمد بن محمد طه بن نصر الله بن الحسين بن نصر الله بن عباس بن محمد بن عبد الله بن كرم الله (من هنا جاء انتسابهم بالكرمي) بن محمد حسن بن حبيب بن فرج الله بن محمد بن درويش بن محمد بن حسين بن جمال الدين بن أكبر الخفاجي الحويزي الكرمي. ووالدته هي بنت ابوالقاسم بن حسن المامقاني.
يُعد الشيخ الكرمي سبطاً أبو القاسم المامقاني، وصهر سيد عباس البرقعي القمي وعديل المرعشي النجفي و فاضل الموحدي اللنكراني.

## أساتذته
- الكوهكمري
- الصدر
- الخوانساري
- البروجردي[1]

## آثاره العلمیة والأبیة

### مؤلفاته الدینیة
1. التفسیر للکتاب الله المنیر (في 8 مجلدات)
2. بحوث ایام الجمعة في التفسیر
3. لیالی شهر رمضان. من ملحقات التفسیر
4. أیام شهر رمضان من فروع تفسی
5. قصص الانبیاء [2]

### مؤلفاته العلمیة
1. الهدایة في علم الأصــــــــول (في 3 مجلدات)
2. القــول المسدد فی أصول مـــــحمد (ص) ( 3 مجلدات)
3. اسنی المغانم فی شرح المعالم
4. طریق الوصول الیس کفایه الأصول (4 مجلدات )
5. جواب السائل عن محتوی الرسائل[2]

### مؤلفاته الفقهیة
1. تلخیص الدروس الشرعیه في 3 مجلدات
2. اتحاف الطالب فی حل عقد المطالب في5 مجلدات
3. القول الجامع فی تحریر فروع الشرائع في 10 مجلدات[2]

### مولفاته في الأخلاق
1. الفضائل والرذائل
2. أصول الدین الإسلامي[2]

### في المنطق
1. التقریب الی حواشی التهذیب
2. النـفحات المحمدیه فی مهمات المسائل المنطقیة[2]

### مؤلفاته في علم الکلام
1. نتایج الفکـَر فی شرح الباب الحادي عشر (4 مجلدات)
2. بحوث وآراء في شرح نهج البلاغة (6 مجلدات)[2]

### مؤلفاته الأدبیة

#### في الشعر
1. العواطف الثائرة، دیوان شعر صغیر
2. ما ینوف علی خمسة آلاف بیت [2]

#### في النحو
1. التحفة المحـمدیة فی کلیات المسائل النـــحویة
2. حـــــل الطلاسم فی شرح الفیـــــة ابن الناظــــــم[2]

#### في النــــــقد
1. الحیاة الروحیة (3 مجلدات)[2]

#### في مواضیع أدبیة مختلفة
1. في أحداث الطف
2. حقائق ودقائق
3. أبو الأحرار (في مسیرالأحداث)[2]

#### في البلاغــة
1. الوشاح علی شرح المختصر للتفتازاني (3 مجلدات)[2]